# 安德列耶夫角
68°55′S 155°12′E / 68.917°S 155.200°E
安德列耶夫角（英語：Cape Andreyev）是南極洲的海岬，位於奧次地，處於斯拉瓦冰架東南端，美國海軍在1946至1947年拍攝該海岬的照片，由蘇聯的探險隊命名，現時由南極條約體系管理。